# Végh Péter (színművész)
Végh Péter (Budapest, 1960. február 17. –) Aase-díjas magyar színész.

## Életpályája
Általános iskolás korában jó kézügyessége volt és szeretett rajzolni, s egy átmeneti időszakban kedvet kapott az ötvös hivatáshoz, de hamar a természet fele fordult. 1974 és 1978 között a soproni Roth Gyula Erdészeti és Faipari Szakközépiskolába járt, majd 1981-ig a Mezőföldi Erdő- és Vadgazdaságban dolgozott erdésztechnikusként. Eközben szabadidejében színházi előadásokra járt, amikor is megfogalmazódott benne, hogy ne csupán néző legyen.
1981–1985 között a Nemzeti Színház Stúdiójában Bodnár Sándor, Simon Zoltán, Montágh Imre tanítványa volt. Első színházi szerepét is ebben az időszakban kapta Zsámbéki Gábortól, a Katona József Színház Thália szekerén előadásában, Agárdy Gábor partnereként. A Színház- és Filmművészeti Főiskolán Kerényi Imre osztályában végzett 1988-ban, de – Vámos László javaslatára – a Nemzeti Színház már 1984-ben szerződtette előbb stúdiósként, majd rendes tagként. 1999-től 16 éven át volt szabadfoglalkozású színművész. 2014-2022 között a Jászai Mari Színház társulatának tagja.
Játszott többek között a Kecskeméti Katona József Nemzeti Színház, székesfehérvári Vörösmarty Színház, Budapesten pedig a Merlin Színház, és a Gózon Gyula Kamaraszínház előadásaiban is.
Színházi munkája mellett filmekben is játszik, továbbá 1988 óta szinkronizál – amit még a Pannónia Szinkronstúdióban kezdett. Tanított színészmesterséget a Nemzeti Színiakadémián, a későbbi Pesti Magyar Színiakadémián – ahol többször is rendezője volt a végzős hallgatók vizsgaelőadásainak –, majd a Gór Nagy Mária Színitanodában. Tagja a FAUNA Állatvédő Egyesületnek. 

## Díjai, elismerései
- 1991, 1993, 1996, 1998 Rajz János-díj
- 1996 Farkas–Ratkó-díj
- 2005 Ivánka Csaba-díj
- 2014 Jászai-gyűrű díj - a legjobb férfi alakításért
- 2014 Jászai Mari Színház, Népház közönségdíja
- 2022 Aase-díj[5]

## Színházi szerepei
| \| Szerző \| A darab címe \| Bemutató dátuma \| S z í n h á z \| Játszott szerep \| \| ---------------------------------------------------------------------------------------------------------------------------------- \| ------------------------------------------------------------------------------------------------------------------------------- \| -------------------- \| ----------------------------------------------------------------------------------- \| ---------------------------------------------------------------------------------------------------- \| \| Jókai Mór \| Thália szekerén \| 1981 \| Nemzeti Színház – Katona József Színház (Budapest) \| Mikucz, boltosinas \| \| Madách Imre \| Az ember tragédiája \| 1983.[m 3]1987.[m 4] \| Nemzeti Színház \| Rabszolga \| \| William Shakespeare, Friedrich Dürrenmatt \| János király \| 1984 \| Nemzeti Színház – Várszínház \| Faulconbridge Fülöp, a Fattyú \| \| Boldizsár Miklós, Bródy János \| István, a király \| 1985 \| Nemzeti Színház \| Sur, magyar úr;[m 5] Laborc, magyar úr[m 6] \| \| Petőfi Sándor, Simon István \| A helység kalapácsa \| 1986 \| Ódry Színpad \| Fejenagy \| \| William Shakespeare, Edward Bond \| Lear \| 1987 \| Színház- és Filmművészeti Főiskola – Ódry Színpad \| Lear, paraszt \| \| \| Tizenöt Arany-ballada \| 1987 \| Színház- és Filmművészeti Főiskola – Ódry Színpad \| \| \| Sławomir Mrożek \| Emigránsok \| 1987 \| Ódry Színpad \| XX \| \| Kodály Zoltán \| Székelyfonó \| 1987 \| Színház- és Filmművészeti Főiskola – Ódry Színpad \| \| \| William Shakespeare \| A windsori víg nők \| 1987 \| Színház- és Filmművészeti Főiskola – Ódry Színpad \| Sir John Falstaff \| \| Anton Pavlovics Csehov \| Három nővér \| 1987 \| Színház- és Filmművészeti Főiskola – Ódry Színpad \| Kuligin, Fjodor Iljics, gimnáziumi tanár, Mása férje és Ferapont, altiszt az elöljáróságon \| \| Molière \| Mizantróp \| 1988 \| Ódry Színpad – Várszínház, Kamaraterem \| Oronte \| \| Hubay Miklós \| Tüzet viszek \| 1988 \| Nemzeti Színház – Várszínház Kamaraterem \| Miklós \| \| Nicholas Dante, Kirkwood James \| Michael Bennett emlékére \| 1988 \| Ódry Színpad \| Bobby \| \| Bródy Sándor \| Rembrandt \| 1988 \| Színház- és Filmművészeti Főiskola – Ódry Színpad \| Rembrandt \| \| Bertolt Brecht \| Kurázsi mama és gyermekei \| 1988 \| Ódry Színpad \| Szakács \| \| Ruzante \| Ruzante megtér a hadból \| 1989 \| Nemzeti Színház – Várszínház \| Ruzante \| \| Niccolò Machiavelli \| Mandragora \| 1989 \| Nemzeti Színház – Várszínház \| Prológ \| \| Alekszandr Nyikolajevics Osztrovszkij \| Erdő \| 1989 \| Nemzeti Színház \| Pjotr \| \| Bertolt Brecht \| A kaukázusi krétakör \| 1990 \| Nemzeti Színház \| \| \| \| Godspell \| 1990 \| Nemzeti Színház – Karmelita Udvar és Várszínház \| \| \| Pierre-Augustin Caron de Beaumarchais \| Figaro házassága avagy Egy őrült nap \| 1990 \| Nemzeti Színház \| Bazilio, a grófné zenetanára \| \| Henrik Ibsen \| Peer Gynt \| 1991 \| \| \| \| Hubay Miklós \| Egy szerelem három éjszakája \| 1991 \| Nemzeti Színház \| Henker Frigyes, százados \| \| Anton Pavlovics Csehov \| Cseresznyéskert \| 1991 \| Nemzeti Színház \| Trofimov Pjotr Szergejevics, diák \| \| Sarkadi Imre, Ivánka Csaba \| Kőműves Kelemen \| 1992 \| Nemzeti Színház \| Máté \| \| Lyle Kessler \| Ne hagyj el! \| 1992 \| Újpest Színház \| Tom \| \| Mikszáth Kálmán, Karinthy Ferenc, Benedek András \| A Noszty fiú esete Tóth Marival \| 1992 \| Nemzeti Színház \| Kozsehuba, vendéglős \| \| Friedrich Schiller \| Don Carlos \| 1992 \| Nemzeti Színház \| Don Carlos, a trónörökös \| \| William Shakespeare \| Macbeth \| 1993 \| Nemzeti Színház \| Seyton, Macbeth szárnysegéde \| \| Czakó Gábor \| Fehér ló avagy Duna-party kocsmológia \| 1993 \| Nemzeti Színház – Várszínház \| Edgár \| \| Madách Imre \| Az ember tragédiája \| 1994 \| Nemzeti Színház \| Rabszolga: IV. Egyiptom és Péter apostol: VI. Róma és Robespierre: IX. Párizs és Elítélt: XI. London \| \| William Shakespeare \| Hamlet, dán királyfi \| 1994 \| Nemzeti Színház \| Laertes, Polonius fia \| \| Stanisław Wyspiański \| Menyegző \| 1994 \| Nemzeti Színház \| Vőlegény, költő, a gazda barátja \| \| William Shakespeare \| Lear király \| 1994 \| Nemzeti Színház – Gyulai Várszínház \| Edgar, Gloster törvényes fia \| \| Molnár Ferenc \| Panoptikum avagy a király füle \| 1994 \| Nemzeti Színház \| Robert Thomas, építész \| \| Balogh Elemér, Kerényi Imre \| Csíksomlyói passió \| 1994 \| Nemzeti Színház – Várszínház \| Drumo \| \| Bródy Sándor \| A tanítónő \| 1994 \| Nemzeti Színház – Várszínház \| Tanító \| \| Victorien Sardou, Émile Moreau \| Szókimondó asszonyság \| 1995 \| Nemzeti Színház \| Savary \| \| John-Michael Tebelak \| Godspell \| 1995 \| Vörösmarty Színház – Pelikán Udvar \| \| \| John-Michael Tebelak \| Godspell \| 1995 \| Nemzeti Színház – Várszínház \| \| \| Szép Ernő \| Lila ákác \| 1995 \| Nemzeti Színház – Várszínház \| Zsüzsü, balettmester \| \| Mikszáth Kálmán, Szakonyi Károly \| Szent Péter esernyője \| 1996 \| Nemzeti Színház \| Gregorics Pál és Müncz Jónás és Müncz Móricz és Szent Péter \| \| Spiró György \| Ahogy tesszük \| 1996 \| Nemzeti Színház – Várszínház, Refektórium \| Hős \| \| Georg Kaiser \| A főnyeremény \| 1996 \| Nemzeti Színház – Várszínház \| Peter Möller, nyomdatulajdonos \| \| Szomory Dezső \| Bella \| 1997 \| Nemzeti Színház \| Tormai Gusztáv, vőlegény \| \| William Shakespeare \| Tévedések vígjátéka \| 1997 \| Nemzeti Színház \| Ephezusi Antipholus \| \| Carlo Goldoni \| Mirandolina \| 1997 \| Szentendre, Városháza \| Ripafratta, lovag \| \| Peter Weiss \| Jean Paul Marat üldöztetése és meggyilkolása, ahogy a charentoni elmegyógyintézet színjátszói előadják De Sade úr betanításában \| 1998 \| Nemzeti Színház – Várszínház \| Jean Paul Marat \| \| Bornemisza Péter \| Magyar Elektra \| 1998 \| Nemzeti Színház – Várszínház \| Aegistus \| \| Balassi Bálint \| Szép magyar komédia \| 1998 \| Nemzeti Színház – Várszínház \| Credulus \| \| Emmet Lavery \| Az Úr katonái \| 1998 \| Nemzeti Színház – Várszínház \| Márk Ahern \| \| Federico García Lorca \| Don Perlimplín és Belisa szerelme a kertben \| 1999 \| Színház- és Filmművészeti Főiskola – Ódry Színpad \| Don Perlimplín \| \| Herczeg Ferenc \| Majomszínház \| 1999 \| Nemzeti Színház \| Vauvo elnök \| \| Balogh Elemér, Kerényi Imre, Lázár Zsigmond \| Csíksomlyói passió \| 2001 \| Vörösmarty Színház \| Júdás; Ádám \| \| Hubay Miklós \| Egy szerelem három éjszakája \| 2001 \| Jászai Mari Színház \| Viktor, üzletember \| \| Loleh Bellon \| A csütörtöki hölgyek \| 2002 \| Magyar Színház – Sinkovits Imre Stúdiószínpad \| Victor \| \| John-Michael Tebelak \| Godspell \| 2002 \| Magyar Színház \| \| \| Csukás István \| Utazás a szempillám mögött \| 2003 \| Magyar Színház \| Első seregély, Első nyúl, Harmadik szónok és Igazgató, Harmadik vakond, Sánta kutya \| \| Simon Gray \| A játék vége \| 2003. \| Magyar Színház – Sinkovits Imre Színpad \| Henry \| \| Edmond Rostand, Tom Jones \| A fantasztikusok \| 2004 \| Magyar Színház – Sinkovits Imre Színpad \| El Gallo \| \| Nick Dear \| Hatalom \| 2005 \| Magyar Színház \| Colbert, Jean Baptiste Colbert, udvarnok \| \| Rejtő Jenő, Schwajda György \| A néma revolverek városa \| 2005 \| Magyar Színház \| Benjamin Walter \| \| Karl Wittlinger \| Ismeri a tejutat? \| 2006 \| Magyar Színház – Sinkovits Imre Színpad \| Az orvos \| \| Miguel de Cervantes Saavedra, Dale Wasserman \| La Mancha lovagja \| 2007 \| Bakáts tér, Szabadtéri Színpad \| Pedro \| \| Georges Feydeau \| Fel is út, le is út \| 2008 \| Magyar Színház \| Irrigua tábornok \| \| Radnóti Miklós és Gyarmati Fanni valamint kortársak levelezései és emlékiratai, (szerkesztő-dramaturg: Holl Zsuzsa, Tucker András) \| Kilencedik ecloga \| 2008 \| Merlin Színház – Merlin Kamaraterem \| \| \| William Shakespeare \| A makrancos hölgy \| 2009. \| Gózon Gyula Kamaraszínház \| Petruchio \| \| Bertolt Brecht \| A szecsuáni jó ember \| 2009 \| Merlin Színház \| Su Fu \| \| William Frederick Blinn \| Hajnali mellúszás \| 2010 \| Gózon Gyula Kamaraszínház \| Raymond, lecsúszött író \| \| Ifj. Alexandre Dumas \| Kaméliás \| 2010 \| Budapesti Tavaszi Fesztivál – Új Stúdió \| Gaston \| \| John Ford \| Kár, hogy kurva \| 2010 \| Pesti Magyar Színház Sinkovits Imre Színpad \| Soranzo, főnemes \| \| Ifj. Alexandre Dumas \| A kaméliás hölgy \| 2010 \| Pesti Magyar Színház \| \| \| Zalán Tibor \| Szása i Szása \| 2011 \| Pécs Művészetek Háza \| Béla, a tisztelendő \| \| \| Ennyi \| 2011. \| Fantom Csoport – Sirály \| \| \| Egressy Zoltán \| Portugál \| 2012 \| Jászai Mari Színház-Népház \| Sátán \| \| Warren Adler \| A rózsák háborúja \| 2012 \| Városmajori Szabadtéri Színpad \| Egy férfi \| \| Joseph Rudyard Kipling, Békés Pál \| A dzsungel könyve \| 2012 \| Jászai Mari Színház-Népház \| Ká \| \| Arthur Miller \| Az ügynök halála \| 2012 \| Jászai Mari Színház-Népház \| Charley \| \| Kosztolányi Dezső, Závada Pál \| Édes Anna \| 2013 \| Jászai Mari Színház-Népház \| Ficsor, házmester \| \| Móricz Zsigmond, Szakonyi Károly \| Rokonok \| 2013 \| Jászai Mari Színház-Népház \| Kardics Soma \| \| Ivan Kušan \| A balkáni kobra \| 2014 \| Jászai Mari Színház-Népház \| Jovo Sztaniszavljevics Kobra, a bácskai Zorro \| \| Horváth Péter, Sztevanovity Dusán \| A padlás \| 2014 \| Jászai Mari Színház-Népház \| Témüller, azelőtt házmester, most önkéntes segéderő \| \| William Shakespeare \| Vízkereszt, vagy amit akartok \| 2014 \| Jászai Mari Színház-Népház \| Malvolio, nemesember, háznagy Oliviánál \| \| Georges Feydeau \| A hülyéje \| 2014 \| Jászai Mari Színház-Népház \| Gérome \| \| Anton Pavlovics Csehov \| Sirály \| 2014 \| Jászai Mari Színhát-Népház \| Dorn, orvos \| \| QUEEN – Ben Elton \| We Will Rock You (musical) \| 2017 \| PS Produkció – Bok Csarnok, Pesti Magyar Színház, Szegedi Szabadtéri Játékok (2019) \| Buddy \| \| Stephen Dolginoff \| Thrill me! Izgass fel! (Musical) \| 2019 \| Hatszín Teátrum \| Idős Nathan \| | |                 |                                                                                     | |
| Szerző | A darab címe | Bemutató dátuma | S z í n h á z                                                                       | Játszott szerep                                                                                      |
| Jókai Mór | Thália szekerén | 1981            | Nemzeti Színház – Katona József Színház (Budapest)                                  | Mikucz, boltosinas                                                                                   |
| Madách Imre | Az ember tragédiája | 1983.1987.      | Nemzeti Színház                                                                     | Rabszolga                                                                                            |
| William Shakespeare, Friedrich Dürrenmatt | János király | 1984            | Nemzeti Színház – Várszínház                                                        | Faulconbridge Fülöp, a Fattyú                                                                        |
| Boldizsár Miklós, Bródy János | István, a király | 1985            | Nemzeti Színház                                                                     | Sur, magyar úr; Laborc, magyar úr                                                                    |
| Petőfi Sándor, Simon István | A helység kalapácsa | 1986            | Ódry Színpad                                                                        | Fejenagy                                                                                             |
| William Shakespeare, Edward Bond | Lear | 1987            | Színház- és Filmművészeti Főiskola – Ódry Színpad                                   | Lear, paraszt                                                                                        |
| | Tizenöt Arany-ballada | 1987            | Színház- és Filmművészeti Főiskola – Ódry Színpad                                   | |
| Sławomir Mrożek | Emigránsok | 1987            | Ódry Színpad                                                                        | XX                                                                                                   |
| Kodály Zoltán | Székelyfonó | 1987            | Színház- és Filmművészeti Főiskola – Ódry Színpad                                   | |
| William Shakespeare | A windsori víg nők | 1987            | Színház- és Filmművészeti Főiskola – Ódry Színpad                                   | Sir John Falstaff                                                                                    |
| Anton Pavlovics Csehov | Három nővér | 1987            | Színház- és Filmművészeti Főiskola – Ódry Színpad                                   | Kuligin, Fjodor Iljics, gimnáziumi tanár, Mása férje és Ferapont, altiszt az elöljáróságon           |
| Molière | Mizantróp | 1988            | Ódry Színpad – Várszínház, Kamaraterem                                              | Oronte                                                                                               |
| Hubay Miklós | Tüzet viszek | 1988            | Nemzeti Színház – Várszínház Kamaraterem                                            | Miklós                                                                                               |
| Nicholas Dante, Kirkwood James | Michael Bennett emlékére | 1988            | Ódry Színpad                                                                        | Bobby                                                                                                |
| Bródy Sándor | Rembrandt | 1988            | Színház- és Filmművészeti Főiskola – Ódry Színpad                                   | Rembrandt                                                                                            |
| Bertolt Brecht | Kurázsi mama és gyermekei | 1988            | Ódry Színpad                                                                        | Szakács                                                                                              |
| Ruzante | Ruzante megtér a hadból | 1989            | Nemzeti Színház – Várszínház                                                        | Ruzante                                                                                              |
| Niccolò Machiavelli | Mandragora | 1989            | Nemzeti Színház – Várszínház                                                        | Prológ                                                                                               |
| Alekszandr Nyikolajevics Osztrovszkij | Erdő | 1989            | Nemzeti Színház                                                                     | Pjotr                                                                                                |
| Bertolt Brecht | A kaukázusi krétakör | 1990            | Nemzeti Színház                                                                     | |
| | Godspell | 1990            | Nemzeti Színház – Karmelita Udvar és Várszínház                                     | |
| Pierre-Augustin Caron de Beaumarchais | Figaro házassága avagy Egy őrült nap                                                                                            | 1990            | Nemzeti Színház                                                                     | Bazilio, a grófné zenetanára                                                                         |
| Henrik Ibsen | Peer Gynt | 1991            |                                                                                     | |
| Hubay Miklós | Egy szerelem három éjszakája | 1991            | Nemzeti Színház                                                                     | Henker Frigyes, százados                                                                             |
| Anton Pavlovics Csehov | Cseresznyéskert | 1991            | Nemzeti Színház                                                                     | Trofimov Pjotr Szergejevics, diák                                                                    |
| Sarkadi Imre, Ivánka Csaba | Kőműves Kelemen | 1992            | Nemzeti Színház                                                                     | Máté                                                                                                 |
| Lyle Kessler | Ne hagyj el! | 1992            | Újpest Színház                                                                      | Tom                                                                                                  |
| Mikszáth Kálmán, Karinthy Ferenc, Benedek András | A Noszty fiú esete Tóth Marival                                                                                                 | 1992            | Nemzeti Színház                                                                     | Kozsehuba, vendéglős                                                                                 |
| Friedrich Schiller | Don Carlos | 1992            | Nemzeti Színház                                                                     | Don Carlos, a trónörökös                                                                             |
| William Shakespeare | Macbeth | 1993            | Nemzeti Színház                                                                     | Seyton, Macbeth szárnysegéde                                                                         |
| Czakó Gábor | Fehér ló avagy Duna-party kocsmológia                                                                                           | 1993            | Nemzeti Színház – Várszínház                                                        | Edgár                                                                                                |
| Madách Imre | Az ember tragédiája | 1994            | Nemzeti Színház                                                                     | Rabszolga: IV. Egyiptom és Péter apostol: VI. Róma és Robespierre: IX. Párizs és Elítélt: XI. London |
| William Shakespeare | Hamlet, dán királyfi | 1994            | Nemzeti Színház                                                                     | Laertes, Polonius fia                                                                                |
| Stanisław Wyspiański | Menyegző | 1994            | Nemzeti Színház                                                                     | Vőlegény, költő, a gazda barátja                                                                     |
| William Shakespeare | Lear király | 1994            | Nemzeti Színház – Gyulai Várszínház                                                 | Edgar, Gloster törvényes fia                                                                         |
| Molnár Ferenc | Panoptikum avagy a király füle                                                                                                  | 1994            | Nemzeti Színház                                                                     | Robert Thomas, építész                                                                               |
| Balogh Elemér, Kerényi Imre | Csíksomlyói passió | 1994            | Nemzeti Színház – Várszínház                                                        | Drumo                                                                                                |
| Bródy Sándor | A tanítónő | 1994            | Nemzeti Színház – Várszínház                                                        | Tanító                                                                                               |
| Victorien Sardou, Émile Moreau | Szókimondó asszonyság | 1995            | Nemzeti Színház                                                                     | Savary                                                                                               |
| John-Michael Tebelak | Godspell | 1995            | Vörösmarty Színház – Pelikán Udvar                                                  | |
| John-Michael Tebelak | Godspell | 1995            | Nemzeti Színház – Várszínház                                                        | |
| Szép Ernő | Lila ákác | 1995            | Nemzeti Színház – Várszínház                                                        | Zsüzsü, balettmester                                                                                 |
| Mikszáth Kálmán, Szakonyi Károly | Szent Péter esernyője | 1996            | Nemzeti Színház                                                                     | Gregorics Pál és Müncz Jónás és Müncz Móricz és Szent Péter                                          |
| Spiró György | Ahogy tesszük | 1996            | Nemzeti Színház – Várszínház, Refektórium                                           | Hős                                                                                                  |
| Georg Kaiser | A főnyeremény | 1996            | Nemzeti Színház – Várszínház                                                        | Peter Möller, nyomdatulajdonos                                                                       |
| Szomory Dezső | Bella | 1997            | Nemzeti Színház                                                                     | Tormai Gusztáv, vőlegény                                                                             |
| William Shakespeare | Tévedések vígjátéka | 1997            | Nemzeti Színház                                                                     | Ephezusi Antipholus                                                                                  |
| Carlo Goldoni | Mirandolina | 1997            | Szentendre, Városháza                                                               | Ripafratta, lovag                                                                                    |
| Peter Weiss | Jean Paul Marat üldöztetése és meggyilkolása, ahogy a charentoni elmegyógyintézet színjátszói előadják De Sade úr betanításában | 1998            | Nemzeti Színház – Várszínház                                                        | Jean Paul Marat                                                                                      |
| Bornemisza Péter | Magyar Elektra | 1998            | Nemzeti Színház – Várszínház                                                        | Aegistus                                                                                             |
| Balassi Bálint | Szép magyar komédia | 1998            | Nemzeti Színház – Várszínház                                                        | Credulus                                                                                             |
| Emmet Lavery | Az Úr katonái | 1998            | Nemzeti Színház – Várszínház                                                        | Márk Ahern                                                                                           |
| Federico García Lorca | Don Perlimplín és Belisa szerelme a kertben                                                                                     | 1999            | Színház- és Filmművészeti Főiskola – Ódry Színpad                                   | Don Perlimplín                                                                                       |
| Herczeg Ferenc | Majomszínház | 1999            | Nemzeti Színház                                                                     | Vauvo elnök                                                                                          |
| Balogh Elemér, Kerényi Imre, Lázár Zsigmond | Csíksomlyói passió | 2001            | Vörösmarty Színház                                                                  | Júdás; Ádám                                                                                          |
| Hubay Miklós | Egy szerelem három éjszakája | 2001            | Jászai Mari Színház                                                                 | Viktor, üzletember                                                                                   |
| Loleh Bellon | A csütörtöki hölgyek | 2002            | Magyar Színház – Sinkovits Imre Stúdiószínpad                                       | Victor                                                                                               |
| John-Michael Tebelak | Godspell | 2002            | Magyar Színház                                                                      | |
| Csukás István | Utazás a szempillám mögött | 2003            | Magyar Színház                                                                      | Első seregély, Első nyúl, Harmadik szónok és Igazgató, Harmadik vakond, Sánta kutya                  |
| Simon Gray | A játék vége | 2003.           | Magyar Színház – Sinkovits Imre Színpad                                             | Henry                                                                                                |
| Edmond Rostand, Tom Jones | A fantasztikusok | 2004            | Magyar Színház – Sinkovits Imre Színpad                                             | El Gallo                                                                                             |
| Nick Dear | Hatalom | 2005            | Magyar Színház                                                                      | Colbert, Jean Baptiste Colbert, udvarnok                                                             |
| Rejtő Jenő, Schwajda György | A néma revolverek városa | 2005            | Magyar Színház                                                                      | Benjamin Walter                                                                                      |
| Karl Wittlinger | Ismeri a tejutat? | 2006            | Magyar Színház – Sinkovits Imre Színpad                                             | Az orvos                                                                                             |
| Miguel de Cervantes Saavedra, Dale Wasserman | La Mancha lovagja | 2007            | Bakáts tér, Szabadtéri Színpad                                                      | Pedro                                                                                                |
| Georges Feydeau | Fel is út, le is út | 2008            | Magyar Színház                                                                      | Irrigua tábornok                                                                                     |
| Radnóti Miklós és Gyarmati Fanni valamint kortársak levelezései és emlékiratai, (szerkesztő-dramaturg: Holl Zsuzsa, Tucker András) | Kilencedik ecloga | 2008            | Merlin Színház – Merlin Kamaraterem                                                 | |
| William Shakespeare | A makrancos hölgy | 2009.           | Gózon Gyula Kamaraszínház                                                           | Petruchio                                                                                            |
| Bertolt Brecht | A szecsuáni jó ember | 2009            | Merlin Színház                                                                      | Su Fu                                                                                                |
| William Frederick Blinn | Hajnali mellúszás | 2010            | Gózon Gyula Kamaraszínház                                                           | Raymond, lecsúszött író                                                                              |
| Ifj. Alexandre Dumas | Kaméliás | 2010            | Budapesti Tavaszi Fesztivál – Új Stúdió                                             | Gaston                                                                                               |
| John Ford | Kár, hogy kurva | 2010            | Pesti Magyar Színház Sinkovits Imre Színpad                                         | Soranzo, főnemes                                                                                     |
| Ifj. Alexandre Dumas | A kaméliás hölgy | 2010            | Pesti Magyar Színház                                                                | |
| Zalán Tibor | Szása i Szása | 2011            | Pécs Művészetek Háza                                                                | Béla, a tisztelendő                                                                                  |
| | Ennyi | 2011.           | Fantom Csoport – Sirály                                                             | |
| Egressy Zoltán | Portugál | 2012            | Jászai Mari Színház-Népház                                                          | Sátán                                                                                                |
| Warren Adler | A rózsák háborúja | 2012            | Városmajori Szabadtéri Színpad                                                      | Egy férfi                                                                                            |
| Joseph Rudyard Kipling, Békés Pál | A dzsungel könyve | 2012            | Jászai Mari Színház-Népház                                                          | Ká                                                                                                   |
| Arthur Miller | Az ügynök halála | 2012            | Jászai Mari Színház-Népház                                                          | Charley                                                                                              |
| Kosztolányi Dezső, Závada Pál | Édes Anna | 2013            | Jászai Mari Színház-Népház                                                          | Ficsor, házmester                                                                                    |
| Móricz Zsigmond, Szakonyi Károly | Rokonok | 2013            | Jászai Mari Színház-Népház                                                          | Kardics Soma                                                                                         |
| Ivan Kušan | A balkáni kobra | 2014            | Jászai Mari Színház-Népház                                                          | Jovo Sztaniszavljevics Kobra, a bácskai Zorro                                                        |
| Horváth Péter, Sztevanovity Dusán | A padlás | 2014            | Jászai Mari Színház-Népház                                                          | Témüller, azelőtt házmester, most önkéntes segéderő                                                  |
| William Shakespeare | Vízkereszt, vagy amit akartok                                                                                                   | 2014            | Jászai Mari Színház-Népház                                                          | Malvolio, nemesember, háznagy Oliviánál                                                              |
| Georges Feydeau | A hülyéje | 2014            | Jászai Mari Színház-Népház                                                          | Gérome                                                                                               |
| Anton Pavlovics Csehov | Sirály | 2014            | Jászai Mari Színhát-Népház                                                          | Dorn, orvos                                                                                          |
| QUEEN – Ben Elton | We Will Rock You (musical) | 2017            | PS Produkció – Bok Csarnok, Pesti Magyar Színház, Szegedi Szabadtéri Játékok (2019) | Buddy                                                                                                |
| Stephen Dolginoff | Thrill me! Izgass fel! (Musical)                                                                                                | 2019            | Hatszín Teátrum                                                                     | Idős Nathan                                                                                          |

## Filmes, televíziós szerepei
- Napló szerelmeimnek (filmdráma, 1987)
- Eszmélet (TVsorozat, epizód: Jaj, szeressetek szilajon; 1989)
- Halállista (filmdráma, 1989) – Zalány Olivér
- Családi kör (TVsorozat, epizód: Okuljatok mindannyian e példán, 1989)
- Pénzt, de sokat! (tévéfilm, 1991)
- Uborka (tévésorozat; 1992) – hang
- Európa expressz (akciófilm, 1999) – Hadházy
- Magyar vándor (filmvígjáték, 2004)
- Szabadság, szerelem (filmdráma, 2006) – Balázs atya
- Hangár (kisjátékfilm, 2007)
- A világ legszebb szalonja (rövidfilm, 2007) – Narrátor
- Adás (filmdráma, 2009) – Biztonsági őr
- Emlékszem Anna Frankra / Mi ricordo Anna Frank (magyar–olasz történelmi filmdráma, 2009)
- Stricik (rövidfilm, 2010) – Chicago
- Talán egy másik életben (osztrák-magyar-német háborús filmdráma, 2010) – Lou Gandolf
- Zwischen den Zeilen (német-francia rövidfilm, 2011) – Sándor
- Barátok közt (TVsorozat, 2012) – Tutajos Kálmán
- Hacktion: Újratöltve (TVsorozat, epizód: A nyughatatlan; 2013) – Böszörményi
- Ól (rövidfilm, 2015) - Endre a böllér[7]
- Game Over Club (magyar filmvígjáték, 2018-ban forgatott, de bemutatásra nem került film) – Felügyelő[8]
- Drága örökösök (TVsorozat, 2020) – Pusztás Rezső
- Mintaapák (TVsorozat, 2020) – Suhajda
- Az unoka (filmdráma, 2022) – Mr. Zsolt
- Drága örökösök – A visszatérés (TVsorozat, 2023-) – Pusztás Rezső

### Szinkronszerepei
- A holnap markában: Dr. Dave Greenwalt – Colin Stinton
- Feltámadás: Gerald Demus – Robert Joy
- Halálos rémületben: Kamran Shah – Art Malik
- Anyák, feleségek, szeretők: Robert – Krzysztof Kiersznowski
- A hatalom hálójában: Ray Fiske – Zeljko Ivanek
- A Hős Alakulat: Dr. Grant – Matt Craven
- A szenvedély vihara: Balaruc – Hervé Laudière
- A színfalak mögött: Jack Rudolph – Steven Weber
- Boomtown: Officer Ray Hechle – Gary Basaraba
- Dallas: Cliff Barnes – Ken Kercheval
- A szakasz: Elias őrmester – Willem Dafoe
- Egy lépés előre: Juan Taberner – Alfonso Lara
- Hegylakó: Darius – Werner Stocker
- Helyszíni szemle: Kriminalhauptkommissar Ralf Brandt – Tilo Nest
- Ki vagy, doki? (Az idő végzete): Joshua Naismith – David Harewood
- Mocsok macsók meséi: Jake Berman – Jake Weber
- Partvidéki szerelmesek: Frank – Denis Karvil
- Rex felügyelő: Ernst Stockinger – Karl Markovics
- Róma: Lepidus – Ronan Vibert
- Félig üres: Larry David – Larry David
- Vad angyal: Óscar alias Bernardo Avelleyra – Osvaldo Guidi
- Egy becsületbeli ügy: Lt. Dave Spradling – Matt Craven
- Fekete könyv: Käutner tábornok – Christian Berkel
- Ovizsaru: Danny – Tom Kurlander
- A rejtély: Walter Bishop – John Noble (1. évad 12. résztől)
- Star Wars: A klónok háborúja: Nute Gunray – Tom Kenny[9]
- A kígyók úrnője: Davut – Mustafa Uğurlu
- Stranger Things-Vecna-Jamie Campbell Bower

## Média
- Boldog napok – We Will Rock You (musical)